# Syzygium tripetalum
Syzygium tripetalum är en myrtenväxtart som beskrevs av André Guillaumin. Syzygium tripetalum ingår i släktet Syzygium och familjen myrtenväxter.
Artens utbredningsområde är Nya Kaledonien. Inga underarter finns listade i Catalogue of Life.